# Fach- und Interessenverband für seilunterstützte Arbeitstechniken
Der Fach- und Interessenverband für seilunterstützte Arbeitstechniken e. V. (FISAT), Gründungsname Fachverband für industriell angewandte Seil- und Anschlagtechniken, wurde am 15. Januar 1995 in Wunsiedel gegründet und versteht sich als Interessenvertretung aller Anwender seilunterstützter Arbeitsverfahren. Darunter fallen klassische Seilunterstützte Zugangstechniken, Rigging, seilunterstützte Baumpflege (Seilunterstützte Baumklettertechnik) sowie Seiltechniken in der Erlebnispädagogik. Der Verein wurde am 29. September 1997 im Vereinsregister eingetragen und hat seinen Sitz in Berlin.

## Geschichte
In Westdeutschland entwickelte sich aus Kletterern, Riggern und vor allem Höhlenforschern ein neues Gewerbe. Industriekletterer oder Gewerbekletterer, die mit hochspezialisierter Ausrüstung Arbeiten in Höhen und Tiefen durchführen. In der DDR nannte sich das Gewerbe Technosportler, die ab den 1980ern vom Seil aus vor allem Kirchendächer und an Plattenbauten brüchige Fugen sanierten.
Nach 1989 erlebte die Branche im Umfeld der Wiedervereinigung einen kurzen Boom, der spätestens 1994 zu einem vorläufigen Ende kam, als die Berufsgenossenschaften die Arbeit am Seil verboten und Baustellen schließen ließen, auf denen Anwender seilunterstützter Arbeitstechniken tätig waren. Daraufhin trafen sich auf Initiative von Knut Foppe, Uwe Kleebaum und Mike Gimmerthal Anwender seilunterstützter Arbeitstechniken zu einem Strategiegespräch, bei dem die Gründung eines Fachverbands beschlossen wurde. Der Verband setzte sich zum Ziel, als legitimer Ansprechpartner die Interessen der Anwender durchzusetzen und das Arbeitsverfahren genehmigungsfähig zu machen.
Am 15. Januar 1995 fand in Wunsiedel (Bayern) die Gründungsversammlung statt. Die fünfzehn Gründungsmitglieder aus dem Bereich Höhenarbeiten, Bergsport, Höhlenforschung, Höhenrettung, Rigging und Baumpflege gaben dem Verband den Namen Fachverband für industriell angewandte Seil- und Anschlagtechniken, kurz FISAT.
Zunächst initiierte der FISAT den SachVerständigenRat für Seil- und Sicherungstechniken (SVR), eine Gruppe von Experten aus Industrie und Wirtschaft, den Unfallversicherungsträgern, den Höhenrettungsgruppen der Feuerwehren, den Höhlenrettungsgruppen, des DAV und aus dem Ausland. Dieses Gremium erarbeitete die ersten Ausbildungsrichtlinien für seilunterstützte Arbeitsverfahren in Deutschland. Im selben Jahr erwirkte Frank Seltenheim im Auftrag von Christo bei den Berufsgenossenschaften eine Ausnahmegenehmigung für die Verhüllung des Reichstages mit seilunterstützten Arbeitsverfahren. 1996 nahmen der FISAT und der Fachverband für Spezialbausanierung (FSBS), die sich beide mit seilunterstützten Zugangstechniken beschäftigten, Verhandlungen auf, um beim Fachausschuss Bau bei der Bauberufsgenossenschaft die Erarbeitung von anerkannten Regelwerken voranzutreiben.
1996 wurde eine Arbeitsgruppe Abseilverfahren beim Fachausschuss Bau der Bau-BG in Hannover eingerichtet, 5 Jahre später wurde das Regelwerk „Berufsgenossenschaftliche Information 772“ (BGI 772) verabschiedet.
Der FISAT führte bis 2002 eine Pilotausbildung für Anwender seilunterstützter Arbeitsverfahren durch, in dieser Zeit wurden mehr als 400 Anwender ausgebildet.
1997 wurde der Verband in Fach- und Interessenverband für seilunterstützte Arbeitstechniken umbenannt, um alle Bereiche der Arbeit am Seil abzudecken.
Vom 15. bis zum 18. September 1998 fand das International Fall Protection Symposium (IFPS '98) in Wuppertal statt, veranstaltet vom Sicherheitszentrum der Bau-BG in Erkrath. Der FISAT präsentierte sich auf dem Symposium einem internationalen Fachpublikum als nationale Organisation mit einem der weltweit höchsten Sicherheitsstandards. Ab 1997 dehnte der FISAT sein Tätigkeitsfeld und seinen Einfluss auf Seilklettertechnik in der Baumpflege (SKT) und 1998 auf die Bereiche Rigging und Seiltechnik in der Erlebnispädagogik (StEp) aus. Ein Schwerpunkt des FISAT blieb die Rettung aus Höhen und Tiefen, der kontinuierlich bearbeitet und entwickelt wird.
1998 entsandte der Verband einen Vertreter in den Normenausschuss persönliche Schutzausrüstung (NPS 31) des Deutschen Instituts für Normung (DIN) und wurde im Jahr 2000 durch das DIN in die Arbeitsgruppe„"Rope Access“ der International Organisation for Standardisation (ISO) delegiert.
Seit 2002 hat der Verband einen hauptamtlichen Geschäftsführer. 2003 zog die Geschäftsstelle nach Berlin um. 2004 erarbeitete das Zertifizierungsteam eine neue 3-stufige Ausbildungsstruktur, die den internationalen Anforderungen entspricht. Vom Verband wirtschaftlich unabhängige Ausbildungsunternehmen bieten die Ausbildung an und bestellen am Tag der Prüfung einen Zertifizierer des FISAT. Dadurch ist eine objektive Bewertung und unabhängige Personalzertifizierung gewährleistet.
Von 2010 bis 2022 war die Geschäftsstelle in Leipzig ansässig. Im Januar 2023 erfolgte der Umzug nach Bretzenheim. Neben der regulären Verbandsarbeit wird hier auch die Zertifizierungsstelle der FISAT ZertOrga GmbH betreut.
2012 gründeten die Vorstände der Verbände ANETVA (Spanien), SFETH/DPMC (Frankreich), SOFT (Norwegen) und FISAT das European Committee for Rope Access (ECRA). Die Arbeitsgruppe unterzeichnete eine Deklaration, in der sich die vier Verbände gegenseitig anerkennen und Mindeststandards für sicheres seilunterstütztes Arbeiten, Ausbildung und unabhängige Zertifizierung beschrieben werden. ECRA repräsentiert weltweit ca. 15.000 Höhenarbeiter.

## Kooperationen und Mitarbeit
- Der Verband für Medien- und Veranstaltungstechnik
- Bundesarbeitsgemeinschaft für Sicherheit und Gesundheit bei der Arbeit
- Spitzenverband der Deutschen Gesetzlichen Unfallversicherung
- European Committee for Rope Access
- Partner des Forschungsprojektes „European Professional Certificate for Rope Access“ im Rahmen des Lifelong Learning Programms „Leonardo da Vinci“, gefördert durch die Europäische Kommission.